# تلفزيون الأخبار المثيرة
تلفزيون الأخبار المثيرة (بالإنجليزية: Guerrilla television) هو تعبير ابتكره مايكل شامبرج في عام 1971، وهو أحد مؤسسي مؤسسة رايندانس (Raindance Foundation)؛ والتي كانت واحدة من مجمعات مقاطع فيديو الثقافة المضادة التي وسعت في فترة الستينيات والسبعينيات من القرن العشرين من دور الصحافة السرية لتصبح تقنيات اتصال جديدة.

## تاريخ المصطلح
أسس مايكل شامبرج وبول ريان وآخرون وحدة فيديو تعرف باسم شركة رايندانس. وفي الفترة بين 1967 وحتى 1969، كان ريان مساعدًا مقربًا لـ مارشال ماكلوهان. وعلى الرغم من أن ماكلوهان تحدث في عام 1970 عن حرب عالمية ثالثة ستكون في صورة «حرب معلومات مثيرة كحرب العصابات،» فإن ريان كتب في العام نفسه لمجلة راديكال سوفت وير (Radical Software)، وهي مجلة تصدرها مؤسسة رايندانس، مقالة بعنوان حرب العصابات المعرفية (Cybernetic guerrilla warfare). ألهم هذا المقال شامبرج في عام 1971 لابتكار هذا التعبير تلفزيون الأخبار المثيرة (مشتق من مصطلح حرب العصابات «باللغة الإنجليزية Guerrilla».
وفي وقت مبكر من عام 1967، استخدم أومبرتو إكو مصطلحات مماثلة في محاضرة ألقاها في مدينة نيويورك، حيث ابتكر مصطلح «علم الرموز المثيرة» (semiological guerrilla)، إلى جانب استخدام تعبيرات مثل «حرب الاتصالات المثيرة» (communications guerrilla warfare) و«الجوانب الثقافية المثيرة» (cultural guerrilla).

## الأفكار
كان بول ريان طالبًا ومساعد باحث لدى مارشال ماكلوهان، الذي يعتقد أن التكنولوجيا الحديثة، مثل التلفاز، تخلق قرية عالمية وتتحدى القيم الثقافية،[بحاجة لمصدر] حيث صاغ مصطلح «حرب العصابات المعرفية» لوصف كيفية استخدام حركة الثقافة المضادة في أواخر ستينيات وبداية سبعينيات القرن العشرين لتكنولوجيا الاتصالات لتوصيل رسالتها للجمهور. وعلى الرغم من وجود تحيز في حركة الثقافة المضادة ضد التكنولوجيا، فإن أشخاصًا مثل ريان ومراسل مؤسسة تايم لايف مايكل شامبرج يعتقدان أن التكنولوجيا الجديدة تتطلب تغييرًا اجتماعيًا.
فضل شامبرج مصطلح تلفزيون الأخبار المثيرة أو «تلفزيون حرب العصابات» (Guerrilla television) (عنوان كتابه الذي صدر عام 1971)، لأنه على الرغم من إستراتيجياته وتكتيكاته المماثلة للحرب، فإن هذا التلفزيون غير عنيف. وقد رأى هذا النوع من التلفزيون وسيلة لاختراق الحواجز التي يفرضها البث التلفزيوني، والذي أطلق عليه تلفزيون الإثارة.
في هذا الإطار، تم التشجيع على استخدام كاميرا الفيديو طراز بورتباك من سوني، والتي تم طرحها في عام 1965 لدمجها مع نمط وتلفزيون الأفلام الوثائقية. وأصبحت المجموعة تعرف فيما بعد باسم TVTV، أو التلفزيون الأعلى قيمة، وهو واحد من وحدات تجميع الفيديو الأكثر تأثيرًا.